# Oscar Moore Quartet
Oscar Moore Quartet – album amerykańskiego gitarzysty jazzowego Oscara Moore'a oraz towarzyszących
muzyków. Nagrania zarejestrowano w Radio Recorders w Hollywood w 1954 podczas dwóch sesji. Na pierwszej – trzygodzinnej –
nagrano: "Up Tempo" (pięciokrotnie), "Buddy Can You Spare a Dime", "There'll Never Be Another You", "April in Paris" i "Warm
Up". Następnego dnia muzycy byli w studiu 2 i pół godziny nagrywając kolejno: "Samson and Delilah", "Moonlight in Vermont",
"Kiss Me Again", "Dinner for One, Please James" i "Walkin' Home". 12" monofoniczny album wydany został przez wytwórnię Tampa Records w 1954 (LP-10).
Album nazywany jest Oscar Moore Quartet dla odróżnienia go od innych wydawnictw Oscara Moore'a, na okładkach których podane jest - tak jak i w tym przypadku - tylko imię i nazwisko głównego wykonawcy.
- LP Bongo Bop

Tampa Records wydała też 12" album, któremu dano tytuł Bongo Bop (numer katalogowy TP-10).
Głównym wykonawcą (nazwisko wydrukowane na okładce największą czcionką i na pierwszym miejscu) jest Mike Pacheco.
Lista wykonawców i lista zamieszczonych utworów jest identyczna z płytą Oscara Moore'a (Tampa LP-10).
- LP Bongo Skins

Następnie ukazał się album Mike'a Pacheco Bongo Skins - o takim samym numerze katalogowym: Tampa TP-10, ale z inną
okładką. Zawartość pozostała niezmieniona (taka sama jak płyty Oscar Moore Quartet i Bongo Bop).
- LP In Guitar. The Fabulous Oscar Moore Guitar

Album Oscara Moore'a wydany w 1962 przez Charlie Parker Records (PLP 830) jest kolejną reedycją Oscar Moore Quartet. Zawartość pozostała niezmieniona – taka sama jak płyty Oscar Moore Quartet, Bongo Bop i Bongo Skins (jedyną różnicę stanowi zamiana stron A i B).

## Muzycy
- Oscar Moore – gitara
- Carl Perkins – fortepian
- Joe Comfort – kontrabas
- Mike Pacheco – bongosy

## Lista utworów
Strona A
| 1. | "Samson and Dalilah Theme" (Victor Young)               |  |
|    |                                                         |  |
| 2. | "Moonlight in Vermont" (John Blackburn, Karl Suessdorf) |  |
|    |                                                         |  |
| 3. | "Kiss Me Again" (Victor Herbert)                        |  |
|    |                                                         |  |
| 4. | "Dinner for One" (Michael Carr)                         |  |
|    |                                                         |  |
| 5. | "Walkin'Home" (Oscar Moore)                             |  |
|    |                                                         |  |
Strona B
| 6.  | "Up Tempo" (Oscar Moore)                                        |  |
|     |                                                                 |  |
| 7.  | "Buddy, Can You Spare a Dime" (Jay Gorney, E. Y. "Yip" Harburg) |  |
|     |                                                                 |  |
| 8.  | "There'll Never Be Another You" (Harry Warren, Marc Gordon)     |  |
|     |                                                                 |  |
| 9.  | "April in Paris" (Vernon Duke)                                  |  |
|     |                                                                 |  |
| 10. | "Warm Up" (Oscar Moore)                                         |  |
|     |                                                                 |  |

## Informacje uzupełniające
- Producent – Robert Scherman
- Inżynier dźwięku – Val Valentine
- Autor okładki – Maurice Childs